# Александру Джувара
Александру Джувара (рум. Alexandru G. Djuvara; *20 грудня 1858, Бухарест — †1 лютого 1913, Бухарест) — румунський письменник, журналіст і політик.

## Освіта
Джувара народився в Бухаресті 20 грудня 1858. Після закінчення Ліцею Людовика Великого в Парижі, продовжував вивчати право в Школі історії і політології (School of History and Political Science), а потім вивчав інженерну справу в Політехнічній школі в Парижі.

## Політична кар'єра
1 листопада 1909 — 28 грудня 1910 Джувара займав посаду міністра закордонних справ Румунії під час правління короля Кароля I. Також був міністром промисловості і торгівлі.
Помер 1 лютого 1913 в Бухаресті.